# Borgo San Siro
Borgo San Siro là một đô thị ở tỉnh Pavia trong vùng Lombardia của Ý, có cự ly khoảng 25 km về phía tây nam của Milan và khoảng 12 km về phía tây bắc của Pavia. Tại thời điểm ngày 31 tháng 12 năm 2004, đô thị này có dân số 1.056 người và diện tích là 17,3 km².
Borgo San Siro giáp các đô thị sau: Bereguardo, Gambolò, Garlasco, Tromello, Vigevano, Zerbolò.